# Баяндина, Евгения Михайловна
Евгения Михайловна Баяндина (род. 8 ноября 1988, Обоянь, Курская область) — российская волейболистка, либеро. 

## Биография
Начала заниматься волейболом в 10-летнем возрасте в Обоянской ДЮСШ. 1-й тренер — В. В. Фурсов. В 2007 включена в состав ВК «Медик» (Курск), дебютировавшего в первой лиге чемпионата России. За курскую команду играла на протяжении 5 сезонов, после чего перешла в серпуховскую «Надежду», выступавшую в высшей лиге «А». С 2013 являлась игроком команд из Владивостока, Южно-Сахалинска, Одинцово. В 2019—2020 спустя 7 лет вновь выступала за курский «ЮЗГУ-Атом». В 2020 заключила контракт с «Тулицей», вышедшей в суперлигу чемпионата России. 

### Клубная карьера
- 2007—2012 —  «Медик»/«Политех» (Курск) — первая лига, высшая лига «Б»;
- 2012—2013 —  «Надежда» (Серпуховский район) — высшая лига «А»;
- 2013—2014 —  «Приморочка» (Владивосток) — высшая лига «А»;
- 2014—2017 —  «Сахалин» (Южно-Сахалинск) — высшая лига «А», суперлига;
- 2018—2019 —  «Заречье-Одинцово» (Московская область) — суперлига;
- 2019—2020 —  «ЮЗГУ-Атом» (Курск) — высшая лига «А»;
- 2020—2022 —  «Тулица» (Тула) — суперлига;
- 2022—2023 —  «Динамо-Ак Барс» (Казань) — суперлига.

## Достижения
- победитель (2016) и серебряный призёр (2015) чемпионатов России среди команд высшей лиги «А».
- серебряный (2015) и бронзовый (2016) призёр розыгрышей Кубка Сибири и Дальнего Востока.
- серебряный призёр Всероссийской Спартакиады 2022 в составе сборной Татарстана.
- обладатель Суперкубка России 2022.